# Palaeochrysophanus xenophon
Palaeochrysophanus xenophon är en fjärilsart som beskrevs av De Loche 1801. Palaeochrysophanus xenophon ingår i släktet Palaeochrysophanus och familjen juvelvingar. Inga underarter finns listade i Catalogue of Life.